# Yakouren
Yakouren (Iɛekkuren en kabyle, transcrit en tifinagh: ⵉⵄⴰⴽⵓⵔⵏ) est une commune algérienne  située dans la wilaya de Tizi Ouzou en Kabylie. 
La commune fait partie d'âarch Aït Ghobri (At Ɣebri). Elle est située à 46 km à l'est de Tizi Ouzou et à 11 km à l'est d'Azazga. Elle est connue pour son massif forestier, riche en chênes et pour les nombreux macaques berbères s'y trouvant. Mais également par l'exposition d'objets artisanaux se trouvant tout au long de la route nationale ainsi que les nombreuses fontaines fraiches.

## Géographie

### Localisation
La commune de Yakouren est située à l'est de la wilaya de Tizi Ouzou. Elle est délimitée :
| Akerrou | Akerrou, Aït Chafâa | Aït Chafâa et de Zekri    |
| Azazga  | Yakouren            | Adekar (wilaya de Béjaïa) |
| Ifigha  | Ifigha, Idjeur      | Idjeur                    |

Les aéroports les plus proches de la commune sont : l'Aéroport de Béjaia - Soummam- Abane Ramdane (BJA) situé à 57,44km et l'Aéroport d'Alger-Houari-Boumediene (ALG) situé à 109,45km.

### Villages de la commune
La commune de Yakouren est composée de 25 villages :
- Azrou
- Ahmil
- Aït Aissi (At Ɛisi)
- Aït Aouna
- Aït Bouhini (At Buhuni)
- Aït Hamza (At Ḥemza)
- Aït Ghorbi (At Ɣubri
- Begoub (Vegouv)
- Boumansour (Vomensor)
- Chebel (Cbel)
- Hadjadj (Lḥeǧaǧ)
- Ibelaïdène (Ibelɛiden)
- Iguer Athmane (Iger Ɛetman)
- Iouedfane (Iwedfan)
- Iza
- Oulmoutene (Ulmuten)
- Tahgant (Taḥeggant)
- Tahnacht (Taḥnact)
- Tamliht (Tamliḥt)
- Tighilt Bouksas (Tiɣilt)
- Tinsaouine (Tinsawin)
- Tiouidiouine (Tiwidiwin)
- Tizi Teghidet (Tizi Tɣideṭ)
- Tougana (Tugana)
- Yakouren (Iɛekkuren), chef lieu de la commune

### Toponymie
Le nom de la commune de Yakouren provient du mot Iɛekkuren en kabyle et peut être transcrit en tifinagh : ⵉⵄⴰⴽⵓⵔⵏ. Elle fut  surnommée "La petite Suisse nord-africaine" par les colons français. Le mot Yakouren en kabyle peut être traduit par le mot "obstacle". En effet, cette zone forestière de Kabylie ainsi que ses habitants constituaient une sorte d'obstacle ou de barrage aux intrus souhaitant s'y aventurer.
Le nom "Iakouren" proviendrait probablement du mot "Aakkour" en kabyle,  qui veut dire bosse, et ce en raison des hautes collines boisées sur lesquelles se trouve le village.

### Relief
La ville principale s'adosse à une haute colline boisée nommée le Mont Belloua. La montagne de Tizi Oufella compte de plusieurs espèces de chènes. La forêt de Beni Ghobri, parsemée de vestiges antiques (stèles libyques) et la montée du Mont Tamgout à 1252 mètres d'altitude est la plus visitée par les promeneurs. Elle s'étend sur 13 000 ha. On y trouve aussi des sources thermales : Kiria, juste à 20 km à l'est de Yakouren, après le col de Tagma.

#### Massif forestier de Yakouren
Le massif forestier constitue près de 47% de la superficie totale de Yakouren et elle comporte de nombreuses variantes d'arbres et d'animaux sauvages. La forêt qui s'étend sur 13 000 ha est traversée par la Route nationale 12, reliant les deux wilayas de Tizi Ouzou et Béjaïa. Le massif est un couvert végétal réparti en plusieurs zones : dans les basses altitudes se dressent des chênes-lièges. Les moyennes altitudes sont couvertes essentiellement de chêne zéen et de chêne vert. Plus haut, et en altitude dominent les chênes afares. Dans les fonds humides, on retrouve l'aulne et le houx. Région montagneuse et boisée, la forêt de Yakouren tire en partie sa particularité des macaques berbères ou Magot Macaca Sylvanus, qui sont d'ailleurs les seuls macaques vivant sur le continent africain. Il est perçu aujourd'hui comme une espèce menacée de disparition. On y trouve également des animaux comme le chacal, porc-épic, lièvre et sanglier.
La commune abrite une station de recherche et d'expérimentation rattachée à l'Institut national de recherche forestière.

### Climat
La commune de Yakouren bénéficie d'un climat tempéré chaud. L'hiver se caractérise par des précipitations bien plus importantes qu'en été. La température moyenne annuelle est de 15,3 °C et il tombe en moyenne 884 mm de pluie par an. 
Des précipitations moyennes de 5mm font du mois de Juillet le mois le plus sec. En Janvier, sont les plus importantes de l'année avec une moyenne de 121 mm. Le mois le plus chaud de l'année est août avec une température moyenne de 25,1 °C et le mois de Janvier est le plus froid de l'année avec une moyenne de 7,2 °C à cette période.
La différence de précipitations entre le mois le plus sec et le mois le plus humide est de 116mm. Une variation de 18°C est enregistrée sur l'année. Le mois avec l'humidité relative la plus élevée est le mois de Janvier (79.54 %) et le taux d'humidité relative le plus bas est en Juillet (53,30%).
Le mois avec le plus grand nombre de jours de pluie est le mois de novembre (13,20 jours) et le mois avec le taux de jours de pluie le plus bas est juillet (1,07 jours).
On peut dire que l'été dure du mois de Juin au mois de Septembre et que c'est la meilleure période pour visiter ce lieu.

## Histoire
Yakouren fut un centre névralgique durant la guerre d'indépendance algérienne puisque le PC du Colonel Amirouche se trouvait en pleine forêt de l'Akfadou, qui n'est qu'une partie de la forêt de Yakouren.

## Population et société

### Sport
Yakouren possède un club de football surnommé le Itihad Riadhi Baladiet Yakouren ou IRB Yakouren.
La karatéka algérienne Lamya Matoub est originaire de la commune de Yakouren. Elle est championne du monde (kumite) dans la catégorie des -68kg aux Jeux Mondiaux s'étant déroulés à Wroclaw en Pologne en 2017.

## Économie
Au niveau de la route nationale 12 reliant Tizi Ouzou et Béjaïa (dite route de la Kabylie) et traversant la commune, plusieurs fabricants traditionnels exposent à la vente leurs produits surtout ceux de la poterie, ces fabricants ont depuis plusieurs années une très grande réputation régionale et même nationale.

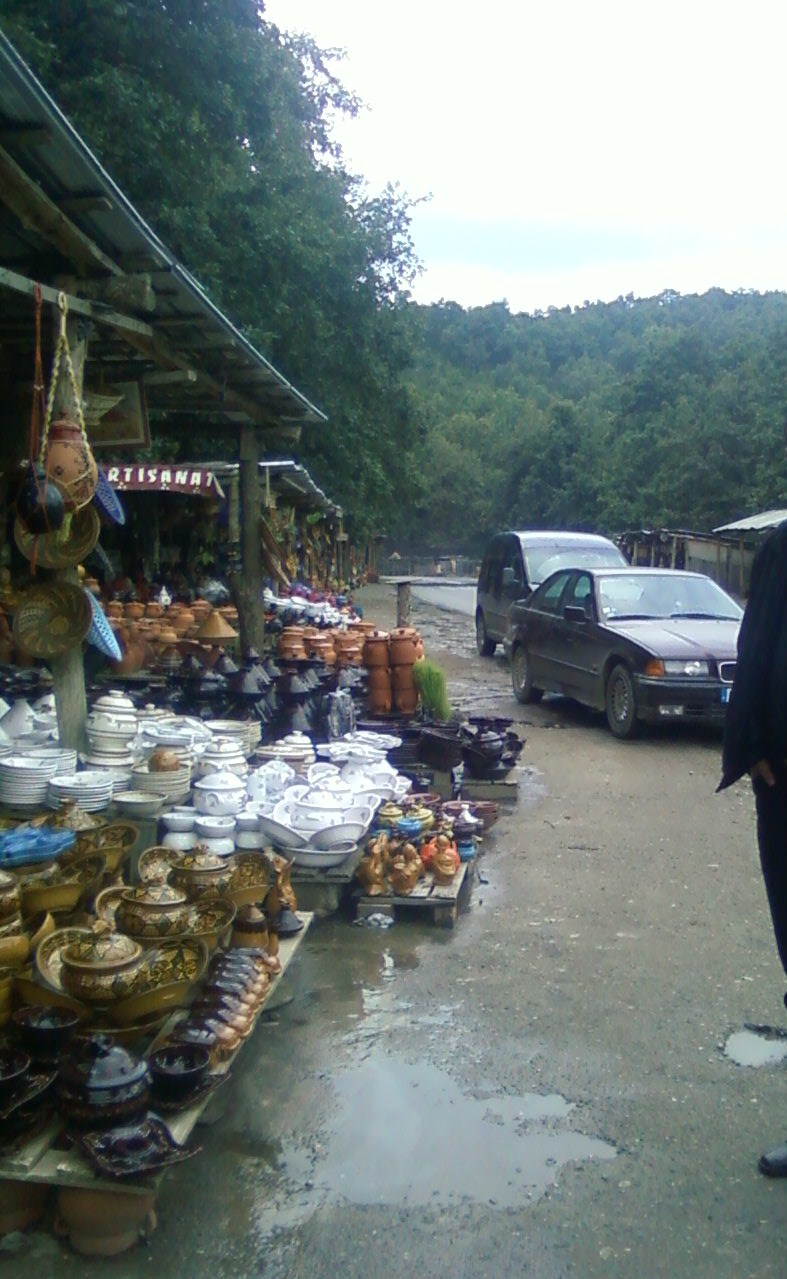
Vente de poterie traditionnelle sur la RN12 à Yakouren

### Associations

#### Tarwa Iakouren
C'est une association de femmes basée à Yakouren, Tarwa Iakouren signifiant "enfants de Yakouren" en kabyle. Cet organisme caritatif regroupe les artisans de la région et leur offre un espace pour s'exprimer, mais aussi pour une source de revenus. De l'agriculture à la cuisine traditionnelle, ces femmes excellent dans leurs domaines et peuvent compter sur l'association pour faire le lien entre elles et les potentiels consommateurs, mais aussi pour faire proliférer leurs projets. A ce jour, l'organisation compte environ 560 adhérentes ayant toutes pour objectif l'autosuffisance rurale et la protection de l'environnement. Grâce à ces femmes 80% de la consommation locale est constituée de produits 100% bios et produits dans la région. En plus de la production de produits artisanaux, ces femmes privilégient les circuits courts, un mode de commercialisation de produits agricoles qui s'exerce par la vente directe, du producteur au consommateur, s'alignant ainsi aux valeurs de l'association. Côté commercialisation, la présidente de l'association compte sur l'aide de la coopérative de la wilaya afin d'élargir leurs activités et atteindre l'autosuffisance et le développement économique de la région,.

## Personnalités liées à la commune
- Lamya Matoub, karatéka algerienne et championne du monde (kumite)